# Niggas in Paris
«Niggas in Paris» (відредаговано для радіо як «In Paris» або просто «Paris»; цензуровано на альбомі як «Ni**as in Paris») - це пісня американських реперів Jay-Z і Каньє Веста, випущена 13 вересня 2011 року як сингл з їхнього спільного альбому Watch the Throne. Пісня дебютувала під номером 75 у американському чарті Billboard Hot 100, а потім досягла піку під номером 5. Сінгл отримав нагороду за найкраще реп-виконання та найкращу реп-пісню на 55-й щорічній премії Греммі.

## Про пісню
Пісня побудована навколо петлі синтезаторів дзвону із музичної бібліотеки Dirty South Bangaz. У треку присутні семпли з пісень «Baptizing Scene» Уолтера Дональдсона і «Victory» Puff Daddy спільно з The Notorious B.I.G. та Busta Rhymes, а також діалог з фільму «Леза слави: Зірки на льоду», розробленого кінокомпанією «DreamWorks».
На обкладинці «Niggas in Paris» зображено прапор Франції з чорною смугою, що замінює синю. Ця обкладинка також використовувалася для пісні Каньє Веста та Jay-Z «Why I Love You», яка була випущена на радіо одночасно з «Niggas in Paris» 13 вересня 2011 року.

## Музичне відео
13 грудня 2011 року, після останньої зупинки музикантів у Лос-Анджелесі у Staples Center під час туру Watch the Throne Jay-Z оголосив, що для музичного кліпу пісні буде використано живий виступ. Відео, було випущено Good Company 9 лютого 2012 на VEVO і було знято самим Каньє Вестом. У відеоролику представлені живі концертні кадри, оброблені строб-ефектами, калейдоскопічними дзеркальними зображеннями, вставками кішок у джунглях та зображеннями пам'яток Парижа (в основному Нотр-Дам де Парі).
Як і у випадку із самим треком, у відео також є короткий фрагмент із фільму «Леза слави». У кліпі місцями ненадовго з'являються Кід Каді, Хіт-Бой та Кінг Чіп. Відео також містить попереджувальне повідомлення для глядачів про зйомку зі спалахом у відео.
Відео було номіновано на «Відео року» на BET Awards 2012, поступившись іншій пісні дуету «Otis». «Niggas in Paris», яка отримала дві номінації на MTV Video Music Awards 2012 за найкращий монтаж і найкраще хіп-хоп відео. Пісня також була номінована як найкраще міжнародне міське відео на UK Music Video Awards 2012.

## Комерційний успіх
27 серпня 2011 року «Niggas in Paris» дебютував під номером 75 у чарті Billboard Hot 100, ставши другим за величиною синглом на альбомі після «Who Gon Stop Me». У американському чарті Billboard Hot Digital Songs пісня дебютувала під номером 58 ще до того, як була випущена як сингл із альбому. З того часу вона досягла піку під номером п'ять на Billboard Hot 100. Станом на листопад 2012 року, пісню було продано в кількості 3 мільйони копій у США. Станом на 2018 рік у Сполучених Штатах було продано 6,7 мільйонів архетипних цифрових одиниць.
У Сполученому Королівстві пісня досягла свого піку під номером 10 на UK Singles Chart 18 березня 2012 - на дату закінчення тижня 24 березня 2012 - провівши десять тижнів у верхніх сорока чартах, продавши 200 000 копій. За даними The Official Charts Company, пісня була продана у Великій Британії в кількості 432 000 копій.

## Критика
Пісня отримала загальне визнання критиків і різних видань. Pitchfork назвав «Niggas In Paris» 12-м найкращим треком 2011 року, а Rolling Stone — другим найкращим треком року.  XXL визнали «Niggas In Paris» найкращою піснею 2011 року, а також «найгарячішим бітом» 2011 року. У 2018 році Rolling Stone назвав «Niggas in Paris» 58-ю найкращою піснею 21 століття.

## Творча група та персонал
Запис
- Записано за адресою: Готель Meurice, Париж.

Персонал
- Каньє Вест - автор пісні, вокал, продюсування
- Jay-Z - автор пісні, вокал
- Hit-Boy - автор пісні, продюсування
- Майк Дін - майстеринг, автор пісні, продюсування
- Ентоні Кілхоффер — зведення, додаткове продюсування
- Ной Гольдштейн - запис

Семпли
- Пісня містить семпли з фільму 2007 року «Леза слави»; s з «Baptizing Scene», виконані і написані преподобним В. А. Дональдсоном (зі збірки Алана Ломакса «Звуки півдня» 1960 року)

## Чарти
| Чарт (2011–2014)                          | Найвища позиція |
| ----------------------------------------- | --------------- |
| Australia (ARIA)                          | 66              |
| Австрія (Ö3 Austria Top 75)               | 38              |
| Бельгія (Ultratop Flanders)               | 17              |
| Бельгія (Ultratop Wallonia)               | 29              |
| Канада (Canadian Hot 100)                 | 16              |
| Данія (Tracklisten)                       | 19              |
| Франція (SNEP)                            | 28              |
| Німеччина (Media Control AG)              | 40              |
| Угорщина (Single Top 40)                  | 26              |
| Ірландія (IRMA)                           | 22              |
| Нідерланди (Dutch Top 40)                 | 37              |
| Нідерланди (Mega Single Top 100)          | 28              |
| Нова Зеландія (RIANZ)                     | 38              |
| Шотландія (Official Charts Company)       | 14              |
| Словаччина (Singles Digitál Top 100)      | 94              |
| South Korea Gaon Chart                    | 53              |
| Швеція (Sverigetopplistan)                | 44              |
| Швейцарія (Media Control AG)              | 43              |
| Велика Британія (Official Charts Company) | 10              |
| Велика Британія (UK R&B Chart)            | 3               |
| США (Billboard Hot 100)                   | 5               |
| США (Hot Dance Airplay) (Billboard)       | 15              |
| США (Hot R&B/Hip-Hop Songs) (Billboard)   | 1               |
| США (Rap Songs) (Billboard)               | 1               |
| США (Mainstream Top 40) (Billboard)       | 17              |
| США (Rhythmic) (Billboard)                | 3               |

| Чарт (2011)                          | Позиція |
| ------------------------------------ | ------- |
| US Hot R&B/Hip-Hop Songs (Billboard) | 46      |

| Чарт(2012)                           | Позиція |
| ------------------------------------ | ------- |
| Australia Urban Singles (ARIA)       | 46      |
| Belgium (Ultratop 50 Flanders)       | 41      |
| Belgium (Ultratop 50 Wallonia)       | 78      |
| Canada (Canadian Hot 100)            | 54      |
| France (SNEP)                        | 45      |
| Netherlands (Single Top 100)         | 66      |
| Sweden (Sverigetopplistan)           | 68      |
| UK Singles (Official Charts Company) | 31      |
| US Billboard Hot 100                 | 40      |
| US Hot R&B/Hip-Hop Songs (Billboard) | 11      |
| US Rap Songs (Billboard)             | 3       |
| US Rhythmic (Billboard)              | 10      |

| Чарт(2013)                           | Позиція |
| ------------------------------------ | ------- |
| Australia Urban Singles (ARIA)       | 37      |
| France (SNEP)                        | 196     |
| UK Singles (Official Charts Company) | 188     |

| Чарт (2015)                    | Позиція |
| ------------------------------ | ------- |
| Australia Urban Singles (ARIA) | 50      |

| Чарт (2016)                    | Позиція |
| ------------------------------ | ------- |
| Australia Urban Singles (ARIA) | 30      |

| Чарт (2010–19)                       | Позиція |
| ------------------------------------ | ------- |
| US Hot R&B/Hip-Hop Songs (Billboard) | 36      |

## Сертифікації
| Регіон | Сертифікація  | Продажі    |
| --- | ------------- | ---------- |
| Австралія (ARIA) | 2× Платиновий | 140 000^   |
| Бельгія (BEA) | Золотий       | 15 000*    |
| Канада (Music Canada) | Платиновий    | 80 000*    |
| Данія (IFPI Denmark) | Золотий       | 15 000^    |
| Данія (IFPI Denmark) Streaming | 2× Платиновий | 60 000^    |
| Німеччина (BVMI) | 2× Платиновий | 600 000    |
| Італія (FIMI) | Платиновий    | 50 000     |
| Швеція (IFPI Sweden) | 2× Платиновий | 80 000     |
| Велика Британія (BPI) | 3× Платиновий | 1 800 000  |
| США (RIAA) | Діамантовий   | 10 000 000 |
| *продажі, що базуються лише на сертифікаціях · ^відвантаження, що базуються лише на сертифікаціях · продажі+прослуховування, що базуються лише на сертифікаціях · лише прослуховування, що базуються лише на сертифікаціях |               |            |

## Історія випуску
| Країна | Дата               | Формат                   | Лейбл                          |
| ------ | ------------------ | ------------------------ | ------------------------------ |
| США    | September 13, 2011 | Ритмічне та міське радіо | Roc-A-Fella Roc Nation Def Jam |
| США    | November 8, 2011   | Мейнстрім-радіо          | Roc-A-Fella Roc Nation Def Jam |